# Else (Filmreihe)
In den Jahren zwischen 1916 und 1921 entstand in Berlin eine Serie kurzer Lustspielfilme um die Bühnendarstellerin Else Eckersberg, die darin die Titelrolle „Else“ spielte.
Für drei Teile schrieb Margarete Lindau-Schulz das Drehbuch, für drei weitere Walter Schmidthässler. Beim zweiten Film der Reihe waren Franz Eckstein und Rosa Porten die Autoren des Szenarios. Bei je zwei Folgen führten Paul Otto und Louis Neher Regie, beim Rest Rudi Bach. Vier Teile wurden von Jules Greenbaum, drei von Gustav Althoff produziert.
In den Filmen wirkten z. T. namhafte Darsteller der Stummfilmzeit wie Wilhelm Diegelmann, Kurt Vespermann, Julius Falkenstein und Senta Söneland mit.
In der einschlägigen Literatur ist gegenwärtig über die Reihe so gut wie nichts zu finden; lediglich bei GECD werden zu einzelnen Folgen kurze Hinweise auf den Inhalt gegeben.

## Filme
| Jahr    | GECD   | Nr. der Zensurkarte der Polizei Berlin | Titel                           | Regisseur   | Drehbuchautor               | Produzent |
| ------- | ------ | -------------------------------------- | ------------------------------- | ----------- | --------------------------- | --------- |
| 1916    | #21154 | 39808                                  | Elses letzter Hauslehrer        | Paul Otto   | Margarete Lindau-Schulz     | Greenbaum |
| 1916    | #27479 | 39992                                  | Komtess Else                    | Paul Otto   | Franz Eckstein, Rosa Porten | Greenbaum |
| 1917    | #21151 | 40338                                  | Else als Detektiv               | Louis Neher | Margarete Lindau-Schulz     | Greenbaum |
| 1917    | #21152 | 40445                                  | Else und ihr Vetter             | Louis Neher | Margarete Lindau-Schulz     | Greenbaum |
| 1920    |        |                                        | Else die Räuberbraut            | Rudolf Bach | Walter Schmidthässler       | Althoff   |
| 1920/21 |        |                                        | Else, die Tochter der Excellenz | Rudolf Bach | Walter Schmidthässler       | Althoff   |
| 1920/21 |        |                                        | Prinzesschen Else               | Rudolf Bach | Walter Schmidthässler       | Althoff   |